# Kipelov
Kipelov este numele unei orchestre de muzică rock formată în 2002 în Rusia sub conducerea cântărețului Valeri Kipelov.